# Tobey Wilson

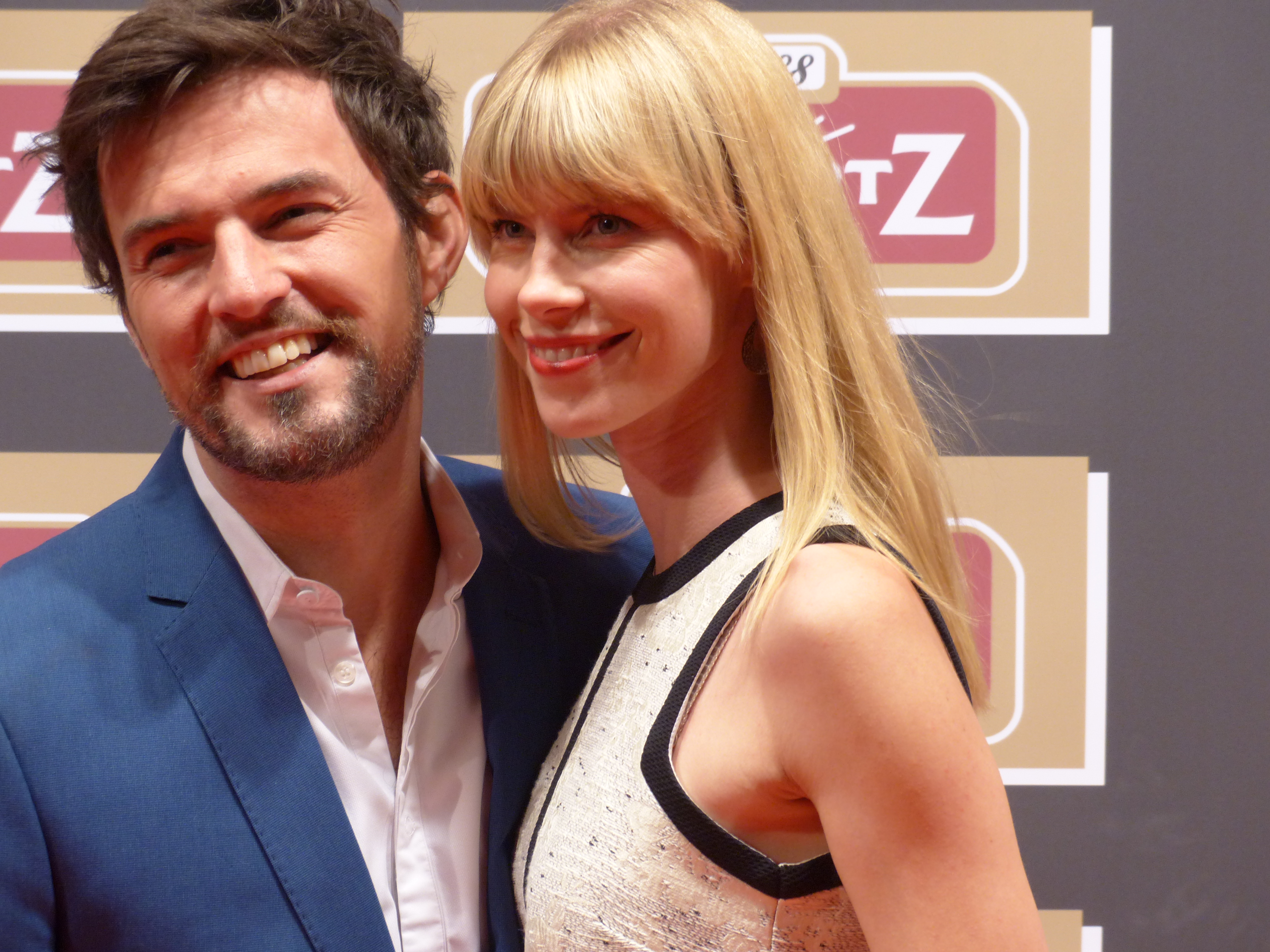
Tobey Wilson und Sabrina Gehrmann bei der Lambertz Monday Night, im Februar 2016.

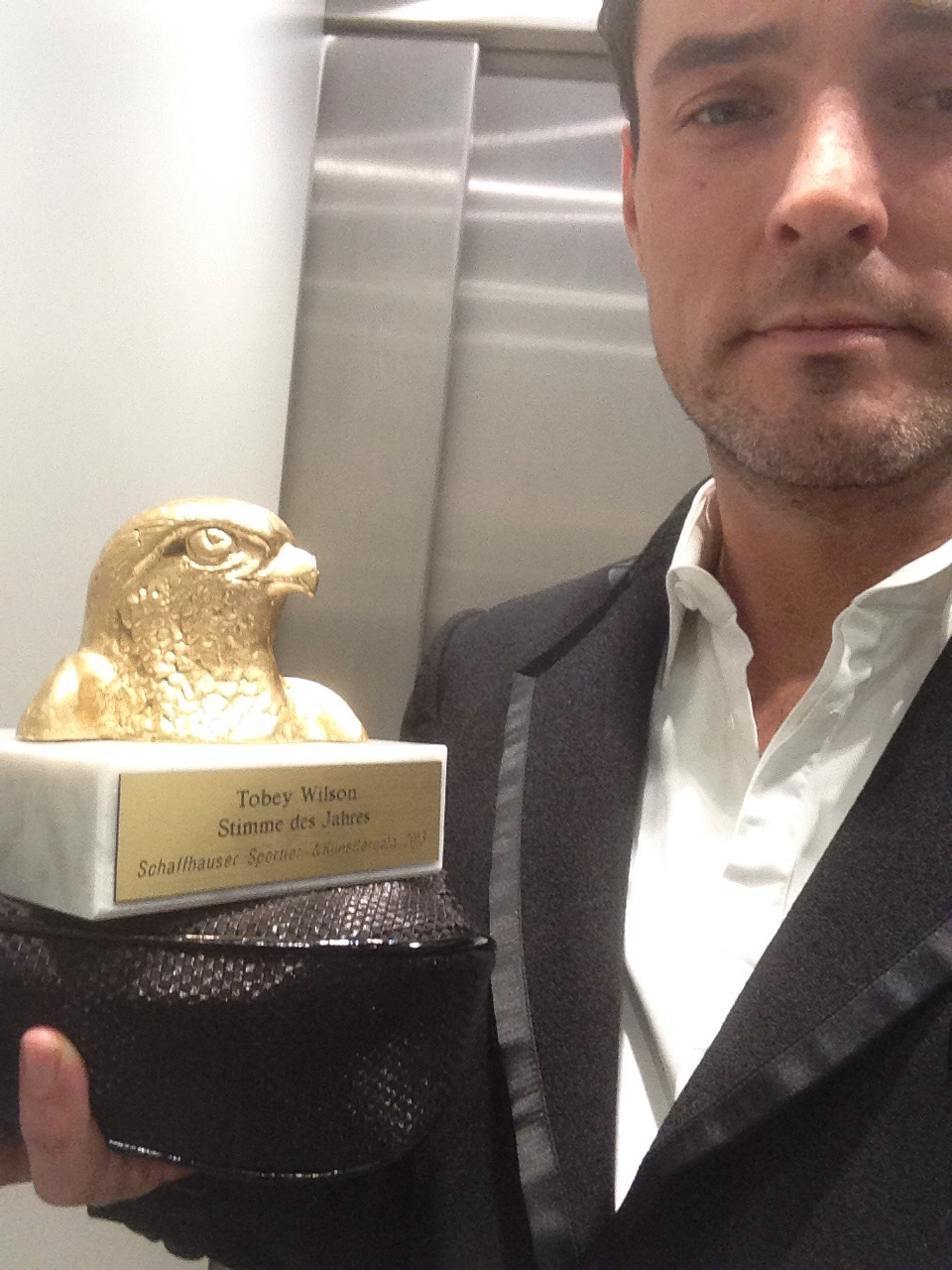
Tobey Wilson, nach der Verleihung der Stimme des Jahres 2013

Tobey Wilson (bürgerlicher Name Tobias Rapp, Geburtsname Tobias Schmeisser; * 24. August 1977 in Karl-Marx-Stadt) ist ein deutscher Tenor und Entertainer mit Wohnsitz in Berlin.

## Leben und Wirken
Tobey Wilson begann seine musikalische Laufbahn im Alter von acht Jahren als Sopransolist im Windsbacher Knabenchor. Daneben konzertierte u. a. als Jasager anlässlich des Kurt Weill Festivals 1990. Nach dem Stimmbruch wurde er Tenorsolist. Er verließ den Chor 1995 nach fast 10 Jahren und rund 550 Auftritten und kümmerte sich um seine solistische Ausbildung. Nach einem Bundessieg beim Nachwuchswettbewerb Jugend musiziert begann er neben der Oberstufe als Jungstudent an der Musikhochschule Karlsruhe bei Roland Hermann Gesang zu studieren und finanzierte das Studium als Chorleiter von drei Chören. Nach dem Abitur am Schwarzwaldgymnasium Triberg wurde er freier Mitarbeiter bei der lokalen Tagespresse und arbeitete als Kulturkritiker für die Mittelbadische Presse in Offenburg für die Resorts Festspielhaus Baden-Baden und Europa-Park Rust, damit finanzierte er eine Pilotenausbildung in Phoenix/Arizona, die er 2001 beendete.
Er studierte am Institut für Musiktheater der Musikhochschule Karlsruhe und wurde bereits im ersten Semester mit 21 Jahren als Solotenor in zwei kleineren Rollen, u. a. in Monteverdis Lìncoronazione di Poppea an das Staatstheater Stuttgart verpflichtet. Dem folgte eine klassische Karriere, die ihn vor allem als Lied und Oratoriensänger durch die großen Konzertsäle Europas, aber auch in die Casals Hall nach Tokio oder das Mann Auditorium in Tel Aviv führte. Er arbeitete mit Dirigenten wie Philippe Herreweghe, Georg Christoph Biller, Georges Prêtre, David Zinman, Jean-Claude Malgoire und sang fast alle Oratorien und Passionen.
Neben der klassischen Musik hatte Tobey Wilson auch immer eine Vorliebe für Rock/Pop und unterschrieb 2002 seinen ersten Plattenvertrag bei RCA Records. Seit dieser Zeit tritt Wilson, der vorher unter dem Mädchennamen der Mutter „Rapp“ konzertierte, unter Künstlernamen auf. Dem folgten mehrere Alben, die jedoch keine nennenswerten Platzierungen erreichten und ein Genrewechsel weg von der Klassik zur Unterhaltungsmusik. Seither war er in rund 50 Fernsehsendungen zu sehen und war Gala-Sänger unter anderem beim Rosenball, dem Deutschen Filmball der Rose D´Or dem Walters Award, Enjoy the Stars, der Champions League Night. Er sang bei der Amtseinführung von Bundespräsident Horst Köhler, auf Wunsch des afghanischen Präsidenten Hamid Karzai, für Altkanzler Gerhard Schröder, Bundeskanzlerin Angela Merkel sowie bei zahlreichen gesellschaftlichen Ereignissen und Open Airs. Zu seinen Duettpartnern zählten u. a. Joana Zimmer, Eva Lind oder Anna Maria Kaufmann.
Einer größeren Öffentlichkeit wurde er als Interpret von Nationalhymnen bekannt. So sang er die Deutsche Nationalhymne seit 2003 bei zahlreichen Länderspielen der Fußballnationalmannschaft, zur Eröffnung der Weltreiterspiele 2006, beim Großen Preis von Europa 2007, dem Großen Preis von Deutschland 2010 der Formel 1, den Basketball Playoffs 2011 und 2014, dem Supercup 2015 sowie zahlreichen weiteren sportlichen und politischen Ereignissen. Bei der DTM war er 2009 und 2010 in der Startaufstellung mit der Länderhymne, und auf dem Siegerpodest mit der Siegerhymne bei jedem Rennen quer durch Europa zu hören. 42 Nationalhymnen hat Wilson nach eigener Aussage in der Presse, in Landessprache im Repertoire.
2011 gründete Wilson die Creaktivisten GmbH, eine Kreativfirma, spezialisiert auf Konzeption, Events und Fotoproduktionen. U.a. realisierte er Kampagnen für Marlboro, Riani oder Müllerbräu oder auch den bekannten Lambertz-Kalender sowie Veranstaltungen wie die Intouch-Awards des Bauer Verlages.
2016 zog er sich aus dem aktiven Agenturgeschäft zurück und wechselte mit der Gründung der Rapp-Bau GmbH in die Immobilienbranche.
Seit 2012 ist er mit Model Sabrina Gehrman liiert, im Juni 2018 wurde der gemeinsame Sohn geboren.

## Diskografie
- 1990 Der Jasager erschienen bei Capriccio (Jungensopran: Tobias Schmeißer)
- 2003 Eyes of the Heart erschienen bei Sonymusic
- 2004 Lied! erschienen bei PRecords
- 2005 Meeresstille erschienen bei Arte Nova
- 2006 32 Nationalhymnen erschienen bei EMI
- 2008 Magic Moments erschienen bei Sonymusic
- 2014 Die deutsche Nationalhymne erschienen bei PRRecords
- 2014 Dichterliebe op 48 erschienen nur digital

## Preise und Auszeichnungen
- 2013 Stimme des Jahres
- 2010 Hope Award
- 2007 Honored Citizenship, Utso-City, Japan
- 2000 Richard-Wagner-Stipendium
- 1999 Franz-Völker-Preis[1]
- 1998 Jütting Stipendium
- 1998 Stipendium der Kunststiftung Baden-Württemberg[2]
- 1996 Stipendium des Musikrates
- 1995 Sonderpreis der Sparkassen
- 1995 1. Bundespreis bei Jugend musiziert